# Iris graminea
Genre
Classification phylogénétique
Espèce
Synonymes
- Chamaeiris graminea (L.) Medik.
- Xiphion gramineum (L.) Schrank, Flora 7(2 Beibl.): 17 (1824).
- Limniris graminea (L.) Fuss, Fl. Transsilv.: 637 (1866).
- Xyridion gramineum (L.) Klatt, Bot. Zeitung (Berlin) 30: 500 (1872).
- Iris compressa Moench, Methodus: 529 (1794), nom. Illeg.
- Iris suavis Salisb., Prodr. Stirp. Chap. Allerton: 44 (1796).
- Iris sylvatica Balb. ex Roem. & Schult., Syst. Veg. 1: 476 (1817).
- Iris adamii Willd. ex Link, Jahrb. Gewächsk. 1(3): 72 (1820).
- Iris bayonnensis Darracq ex Gren. & Godr., Fl. France 3: 243 (1855).
- Iris pseudocyperus Schur, Enum. Pl. Transsilv.: 657 (1866).
- Iris pseudograminea Schur, Enum. Pl. Transsilv.: 928 (1866).
- Iris lamprophylla Lange, Bot. Tidsskr. 13: 17 (1882).
- Iris nikitensis Lange, Bot. Tidsskr. 13: 17 (1882).
- Xiphion collinum N.Terracc.
- Xiphion gramineum subsp. gramineum (L.) Schrank
- Xiphion gramineum subsp. silvaticum (Balb.) Arcang.

Classification phylogénétique

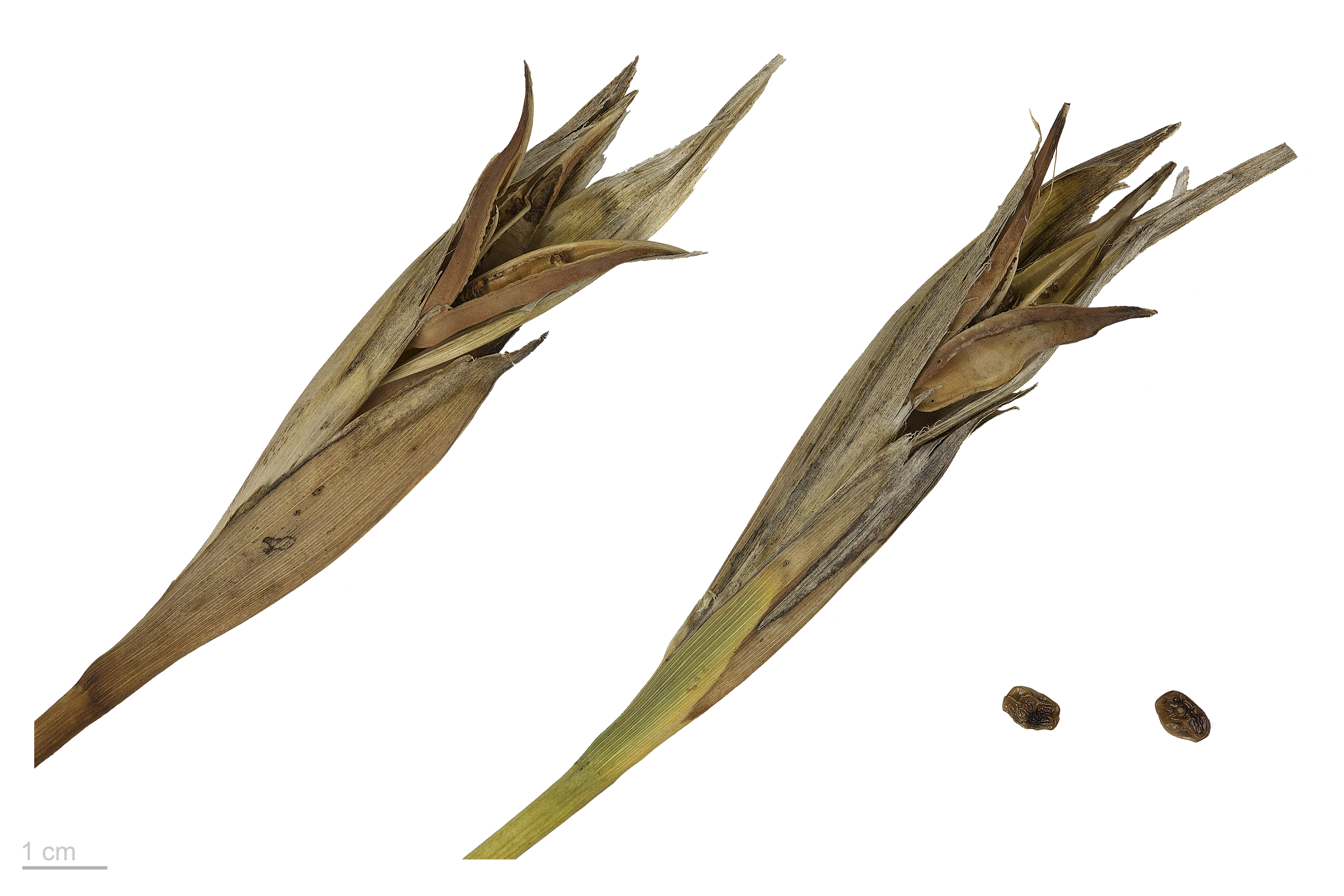
Iris graminea au Muséum de Toulouse.

Iris graminea L. est une espèce de plantes à fleurs de la famille des Iridaceae et appartenant au sous-genre Limniris du genre Iris, faisant partie de la série Spuriae . C'est une plante vivace à rhizome, à fleurs violettes ou bleu violet et à feuilles étroites. La plante porte plusieurs noms communs dont l'iris à feuilles de graminée, l'iris de Bayonne, l'iris prune et l'iris tarte aux prunes (en raison de son parfum). On le cultive comme plante ornementale dans les régions tempérées. Cette espèce est naturellement présente dans la moitié sud-est de l'Europe, entre l'Espagne et l'Ukraine, traversant une grande partie du Caucase.

## Caractéristiques
L'iris à feuilles de graminées est une plante herbacée de 20 à 40 cm de hauteur se développant à partir de rhizomes minces et courts,.
Le feuillage est élancé, étroit (3 à 7 mm de largeur) et luisant, ressemblant à celui des graminées, d'où son nom commun,. Les feuilles sont souvent plus longues que les hampes florales,,. Après la floraison, le feuillage a tendance à s'étendre pour former un massif dense. Ce feuillage caduc meurt pendant l'hiver.
La hampe florale de cette espèce est aplatie ou à bordures ailées. Sous la fleur, on trouve une ou deux spathes de longueur inégale. Les tiges portent un ou deux fleurs terminales,,. La floraison est estivale,,.
Les fleurs mesurent de 6 à 8 cm de diamètre,,. Elles sont plus larges que les fleurs de l'Iris sintenisii. Elles sont très parfumées. Certains comparent l'odeur fruitée à celle des freesias,,. On compare aussi le parfum à l'odeur de prunes mûres,, ou d'abricots. Les fleurs épanouies se déploient dans une gamme de nuances du pourpre,,, bleu-violet,,, violet, rouge pourpre,,, lavande ou bleu.
La fleur est composée de trois grands sépales pétaloïdes (pétales extérieurs), et de trois pétales plus petits. Les sépales mesure de 3 à 5 cm de long. Leur centre porte une zone centrale jaune pâle,, ou blanche, veinée de violet,, de pourpre ou de bleu,. Certaines références décrivent plutôt une zone violet foncé à veines blanches. Les pétales dressés sont bleu violet, pourpre, ou rouge violacé. Ils mesurent 2 à 5 cm de long, et la base est teintée de vert ou de brun.
Le fruit est une capsule allongée de 3 ou 4 cm à pointe rétrécie,. À l'intérieur de la capsule se trouvent des semences en forme de poire, qui sont légèrement comprimées et aplaties.

### Génétique
La plupart des iris sont diploïdes, ayant deux ensembles de chromosomes. Cela peut être utilisé pour identifier les hybrides et organiser la classification des groupements. Les résultats sont variables selon les sources: 2n=34, Simonet 1932; 2n=34, Lenz 1963; 2n=34, Popova, M., & I. Cesmedziev, (1975 & 1976); 2n=34, Colasante & Sauer, 1993; 2n=28, 34, 36, Lovka, 1995 et 2n=34, Dobeš et al., 1997. On s'entend généralement pour la formule 2n=34,,,.

## Taxonomie et classification
La plante est connue sous le nom de kosaciec trawolistny en polonais et Iris trávolistý en tchèque et en slovaque. On la nomme également iris zlakovidny en Russie,, et gräsiris en suédois.
Le nom latin de l'espèce, graminea, fait référence à l'apparence herbeuse du feuillage,,. Aux États-Unis, les différents noms communs utilisés font référence à ce fait ou au caractère parfumé des fleurs: Grass-Leaved Flag,, Grass leafed Iris,,, Plum Iris,, Plum tart Iris,, ou Plum scented Iris,,.
Il a été initialement décrit par Carl von Linné dans Species Plantarum (Vol.1, page 39) le 1er mai 1753,. L'espèce a ensuite été décrite par Ker-Gawler dans Curtis's Botanical Magazine (Vol.18, page 681) en 1803, puis, par B. Fedtsch dans Flora of SSSR (Vol. 4, page 529) en 1935. Le nom a été vérifié par le Service de recherche agricole du Département de l'Agriculture des États-Unis le 4 avril 2003, puis mis à jour le 1er décembre 2004. C'est un nom latin accepté par la RHS, et cet iris a remporté le Award of Garden Merit de la RHS,.

### Variétés
I. graminea var. achteroffii - Fleurs jaune pâle
I. graminea var. pseudocyperus - Feuille large, fleur non parfumée,

## Écologie
Cet iris se développe dans les zones arbustives,,, dans les herbages,, dans les prairies ou pâturages,, dans les bois ouverts et dans les sols pierreux ou graveleux des montagnes.
La plante est originaire des régions tempérées d'Europe,, et d'Asie.
L'iris à feuilles de graminée est présent de l'Espagne à la Russie,,. En Asie, il couvre les régions du Caucase, de la Géorgie, et de la fédération de Russie,,, (en Ciscaucasie et au Daghestan). Il est aussi présent en Turquie,,. En Europe, on le trouve en Autriche, en Bulgarie,,, en République tchèque et en Slovaquie,, en Moravie, en ex-Yougoslavie, en France,, en Allemagne, en Hongrie, en Italie, en Pologne, en Roumanie,, en Espagne,,, en Suisse et en Ukraine,, (en Crimée,,).
I. graminea est une espèce menacée en République tchèque et en Slovaquie, elle est également désignée espèce vulnérable en Hongrie. En Saxe (Allemagne), elle est répertoriée comme rare. On pense que I. graminea est éteinte en Pologne, mais on la trouvait autrefois près de Cieszyn. Elle a été répertoriée dans diverses listes rouges de l'UICN.

## Horticulture

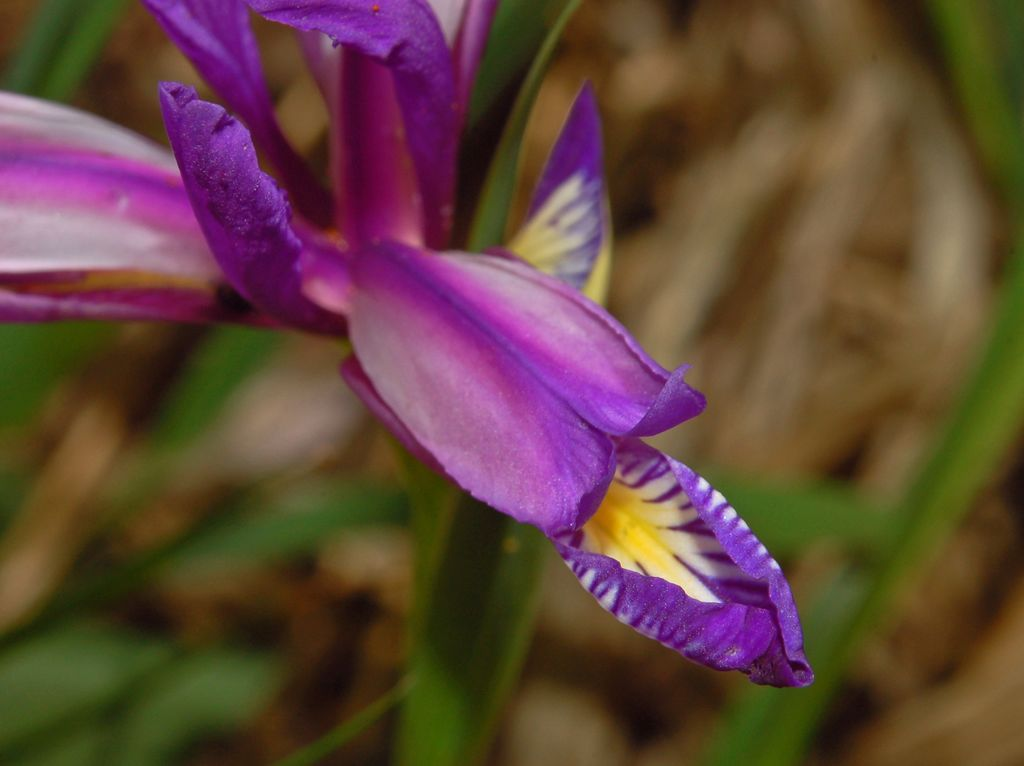
Fleur de lIris graminea.

I. graminea est rustique aux États-Unis dans les zones USDA 3 à 9,,. Il est rustique en Europe dans la zone H2. Il peut survivre à -20 °C. Pendant l'hiver, le feuillage meurt jusqu'au sol et c'est le rhizome qui assure la survie de la plante. Dans les climats très froids, un paillis peut aider la plante à survivre à des températures plus froides.
Cet iris peut être cultivé dans des conditions de jardin normales,. Il préfère les sols neutres ou légèrement acides,,, bien drainés, et fertiles,. Il tolère les sols secs, ou les sols argileux et lourds, mais il préfère les sols humides,,. Il pousse au plein soleil, et peut tolérer l'ombre partielle,,. Il nécessite un arrosage adéquat pendant la croissance,. Les plantes matures peuvent tolérer des périodes de sécheresse.
On le fertilise au début du printemps et après la floraison. Cet iris s'intègre bien à une bordure mixte,, ou une rocaille,,. Il convient aux aménagements naturalisés et il peut également être cultivé en contenant si on l'arrose convenablement. Les fleurs peuvent être utilisées en bouquets,, comme les autres iris de la série Spuriae, il n'apprécie pas les perturbations racinaires.
On ne lui connaît aucun problème sérieux d'insectes ou de maladies. La pourriture du collet est une maladie peu fréquente. Il est sensible à certaines maladies, tels que la brûlure bactérienne des feuilles, la pourriture molle, la pourriture des rhizomes, la tache foliaire, la rouille, les virus et la brûlure. Il est également susceptible d'être endommagé par le perceur de l'iris, les mouches blanches, le charançon de l'iris, les thrips, les limaces, les escargots, les pucerons et les nématodes. Il peut également tolérer le broutage causé par les cerfs.
Cet iris est cultivé au jardin depuis au moins 1568,. On sait qu'il a été cultivé pour la première fois dans le jardin botanique de l'université de Cambridge en 1733,, où il a été identifié comme l'iris à parfum de prune et à feuilles étroites. Pendant de nombreuses années, on le cultivait dans le jardin botanique de Saint-Pétersbourg et aussi au jardin botanique d'Oufa, en Russie.
C'est l'espèce la plus cultivée de la série des Iris spuria, et on peut être facilement la trouver dans les pépinières, malgré le fait qu'elle soit davantage connue en Europe.

### Multiplication
Cet iris peut être multiplié par division de rhizomes ou par semis,,. Le besoin de division est plutôt rare, mais on peut procéder tout de suite après la floraison ou au début de l'automne,. Puisque cet iris tolère peu la manipulation des racines, il est préférable de le multiplier par semis.
Les semences sont récoltées après la floraison, lorsque les capsules sont bien sèches. Le semis peut s'effectuer en couche froide à l'automne,. Le substrat doit être maintenu humide pendant environ 2 à 4 semaines et maintenu au chaud (à environ 15 à 20 °C). On place ensuite le semis au frais, à des températures entre -4 °C et 4 °C pendant 4 à 6 semaines. Les plateaux de semences doivent ensuite être conservés à des températures de 5 °C à 10 °C, pendant quelques semaines. Dans son milieu naturel, ces conditions de gel et de chaleur se produisent naturellement. Les plantes doivent croître pendant environ 2 à 3 ans avant de commencer à fleurir,.

### Variétés cultivées
Voici quelques cultivars connus de Iris graminea :
- 'Adami'
- 'Colchica'
- 'Graminea Lamprophylla'
- 'Graminea Sylvatica'
- 'Graminea Latifolia'
- 'Gravenia'
- 'Hort's Variety'